# Лісовий цвинтар (Рига)
Лісове кладовище (лат. Rīgas Meža kapi) — кладовище в місті Ризі. Розташоване між міськими районами Чіекуркалнс і Межапаркс. Формально поділено на 1-е Лісове кладовище (вул. Айзсаулес, 2) і 2-е Лісове кладовище (вул. Гауяс, 12). Загальна площа близько 85 га.

## Історія
Лісове кладовище в Ризі було засновано за рішенням міської влади в 1913 році, церемонія освячення відбулася 19 червня.
Кладовище було задумано як головний міський некрополь, що прийшов на зміну Великому кладовищу, відкритому в 1773 році який вичерпав свій потенціал.
Видатний ландшафтний архітектор Георг Куфальдт, який був автором первісного проєкту, припонував влаштувати цвинтар у вигляді парку з однією центральною алеєю (via funeralis), декількома бічними і безліччю маленьких доріжок, вздовж яких повинні були знаходитися могили з невисокими огорожами і невеликими пам'ятниками.
Перша світова війна, яка розпочалась незабаром, не дозволила здійснити задумане. Поруч з Лісовим кладовищем з'явилися могили солдатів, полеглих на полях битв. Згодом на цьому місці виник меморіал Братського кладовища. Не був реалізований і оригінальний проєкт великий каплиці «Чорний хрест» архітектора Ханса Вернера.
До споруди в 1935 році нової каплиці за проєктом Ейженса Лаубе, обряди відбувалися в пристосованої для цих цілей адміністративній будівлі, побудованій в 1913 році архітектором Вільгельмом Нейманом.
На території кладовища знаходиться багато творів меморіальної скульптури, надгробні пам'ятники, створені відомими скульпторами (Ю. Баярс, А. Гулбіс, А. Думпе, К. Земдега, Ж. Смілтніекс, К. Янсонс і інші), різні меморіали.

## Відомі поховання
На Лісовому цвинтарі поховані відомі латвійські політики, військові та громадські діячі — перший президент Латвійської республіки Яніс Чаксте, перший міністр закордонних справ Зіґфрід Анна Меєровіц, відомі письменники Валентин Пікуль і Апсішу Екабс, військовий діяч О. Я. Удентиньш, один з основоположників сучасного латвійського живопису, засновник Латвійської академії мистецтв і її ректор з 1919 по 1934 рік Вільгельм Пурвіт (перепоховання в 1994 році), праведник світу Жаніс Ліпке і інші.